# Arancio d'oro al miglior attore
L'Arancio d'oro al miglior attore (Altın Portakal En İyi Erkek Oyuncu Ödülü) è un premio annuale assegnato nel corso del Festival internazionale del cinema di Adalia in Turchia. La cerimonia si svolge nella città di Adalia dal 1964. Dal 2017 il premio, prima riconosciuto ai soli attori turchi, viene esteso, incorporando il precedente premio al miglior attore internazionale, creato nel 2015.

## Vincitori e candidati
I vincitori sono indicati in grassetto, a seguire gli altri candidati.

### 1964-1969
- 1964: - Izzet Günay per Agaçlar ayakta ölür
- 1965: - Fikret Hakan per Kesanli Ali destani
- 1966: - Ekrem Bora per Sürtük
- 1967: - Yilmaz Güney per Hudutlarin Kanunu
- 1968: - Fikret Hakan per Ölüm tarlasi
- 1969: - Cüneyt Arkın per Insanlar yasadikça

### 1970-1979
- 1970: - Yilmaz Güney per Bir çirkin adam
- 1971: - Fikret Hakan per Hasret
- 1972: - Murat Soydan per Üvey ana
- 1973: - Tarik Akan per Suçlu
- 1974: - Hakan Balamir per Yunus Emre
- 1975: - Erkan Yücel per Endise
- 1976: - Cüneyt Arkın per Maglup edilemeyenler
- 1977: - Kemal Sunal per Kapicilar Krali
- 1978: - Tarik Akan per Maden
- 1979: - Fikret Hakan per Demiryol

### 1980-1989
- 1980: - Aytaç Arman per Düsman e Tarik Akan per Il gregge (Sürü) e Adak
- 1981: - Ihsan Yüce per Derya gülü
- 1982: - Genco Erkal per At
- 1983: - Genco Erkal per Faize hücum
- 1984: - Tarik Akan per Pehlivan
- 1985: - Hakan Balamir per 14 numara
- 1986: - Kadir İnanır per Yilanlarin Öcü
- 1987: - Sener Sen per Muhsin Bey
- 1988: - Aytaç Arman per Gece yolculugu
- 1989: - Tarik Akan per Üçüncü göz

### 1990-1999
- 1990: - Tarik Akan per Karartma geceleri
- 1991: - Ekrem Bora per Soğuktu ve Yağmur Çiseliyordu e Fikret Kuşkan per Il volto segreto (Gizli Yüz)
- 1992: - Mehmet Aslantug per Kapilari açmak
- 1993: - Mehmet Aslantug per Yalanci
- 1994: - Mehmet Aslantug per Yengeç sepeti
- 1995: - Halil Ergün per Böcek
- 1996: - Ahmet Ugurlu per Tabutta Rövasata
- 1997: - Tanju Gürsu per Köpekler Adasi
- 1998: - Erkan Can per Gemide
- 1999: - Ugur Polat per Salkim Hanim'in Taneleri

### 2000-2009
- 2000: - Talat Bulut per Melekler Evi
- 2001: - Altan Erkekli per La visionetele (Vizontele)
- 2002: - Firat Tanis per Sir çocuklari
- 2003: - Tarik Akan per Gülüm
- 2004: - Olgun Simsek per Yazi Tura
- 2005: - Sener Sen per Gönül Yarasi
- 2006: - Erkan Can per Takva
- 2007: - Murat Han per Mutluluk
- 2008: - Tayanç Ayaydın per Pazar - Bir ticaret masalı
- 2009: - Tedo Bekhauri per Gagma napiri e Öner Erkan per Bornova Bornova

### 2010-2019
- 2010: - Bartu Küçükçaglayan per Çogunluk e Serkan Ercan per Gise Memuru
- 2011: - Erdal Besikçioglu per Behzat Ç.: Seni Kalbime Gömdüm
- 2012: - Abdulkadir Tuncer per Deine Schönheit ist nichts wert
- 2013: - Hakan Yufkacıgil per Uzun Yol
- 2014: - Feyyaz Duman e Serkan Keskin per La canzone perduta (Annemin Sarkisi)
- 2015: - Nadir Saribacak per Sarmasik
- 2016: - Menderes Samancılar per Babamın Kanatları
- 2017: - Reza Akhlaghirad per Lerd
- 2018: - Zain al-Rafeea per Cafarnao - Caos e miracoli (Cafarnaúm)
- 2019: - Alican Yücesoy per Küçük Seyler e Mucahit Kocak per Bozkir

### 2020-2029
- 2020: - Ahmet Mümtaz Taylan per Gelincik
- 2021: - Tarhan Karagöz per Kafes
- 2022: - Selahattin Paşalı per Kurak Günler (ex aequo) Cem Yiğit Üzümoğlu per Lütfen Cevap Veriniz